# Arc Mouse
Arc Mouse是微软推出的便携式电脑鼠标系列產品，首款滑鼠於2008年正式發布。所有Arc Mouse都能折叠，并且包含滾輪按鈕。Arc Mouse還有專門為Microsoft Surface系列电脑设计的特殊版本。